# Kluczów Wielki
Kluczów Wielki (ukr. Великий Ключів) – wieś na Ukrainie w rejonie kołomyjskim obwodu iwanofrankiwskiego, siedziba Rady Gromadzkiej.

## Przynależność administracyjna
Kluczów Wielki przed 1939 r. gmina Werbiąż Wyżny, powiat kołomyjski, województwo stanisławowskie.